# Lagonda

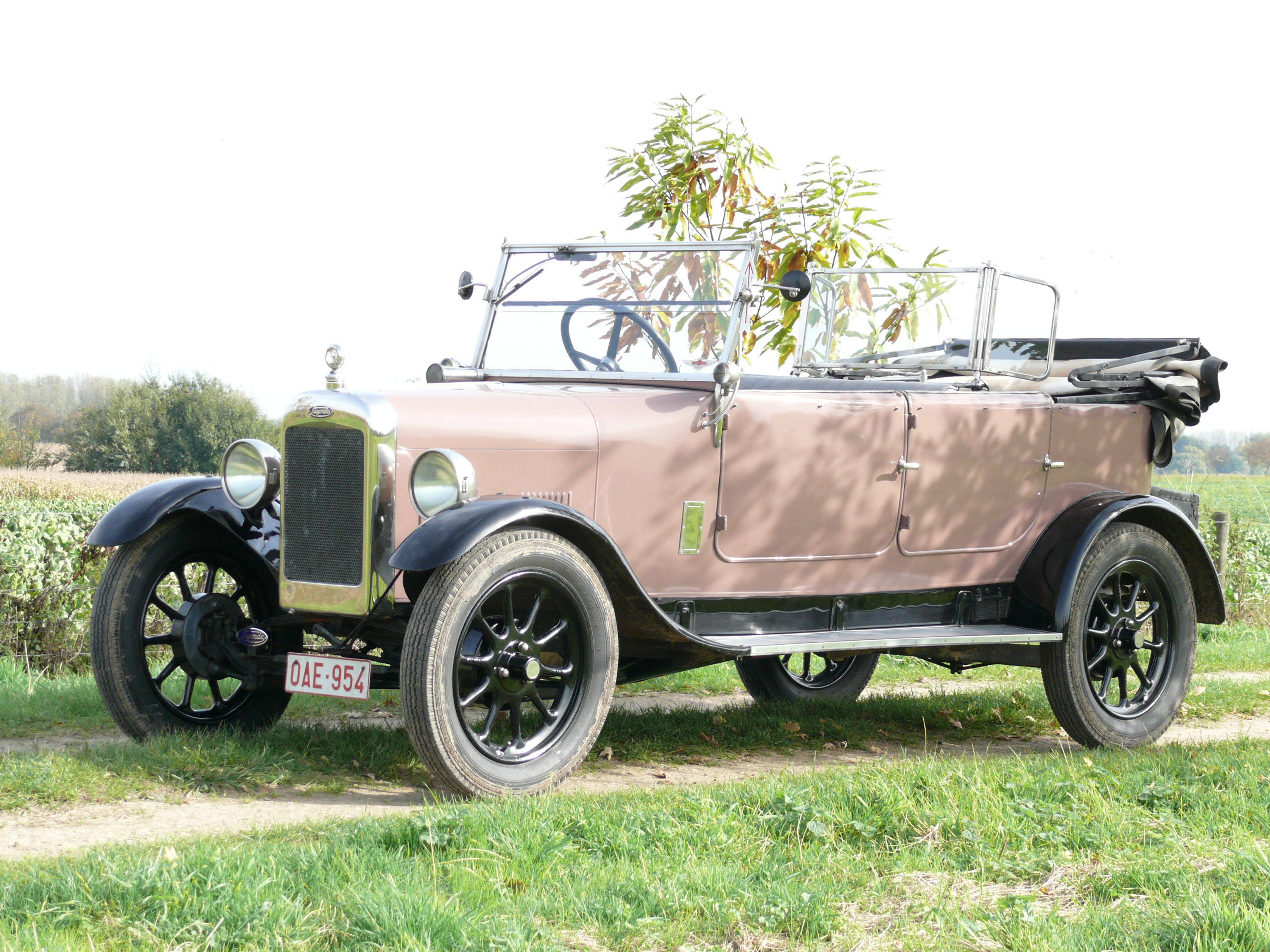
Lagonda 12/24LC 1925

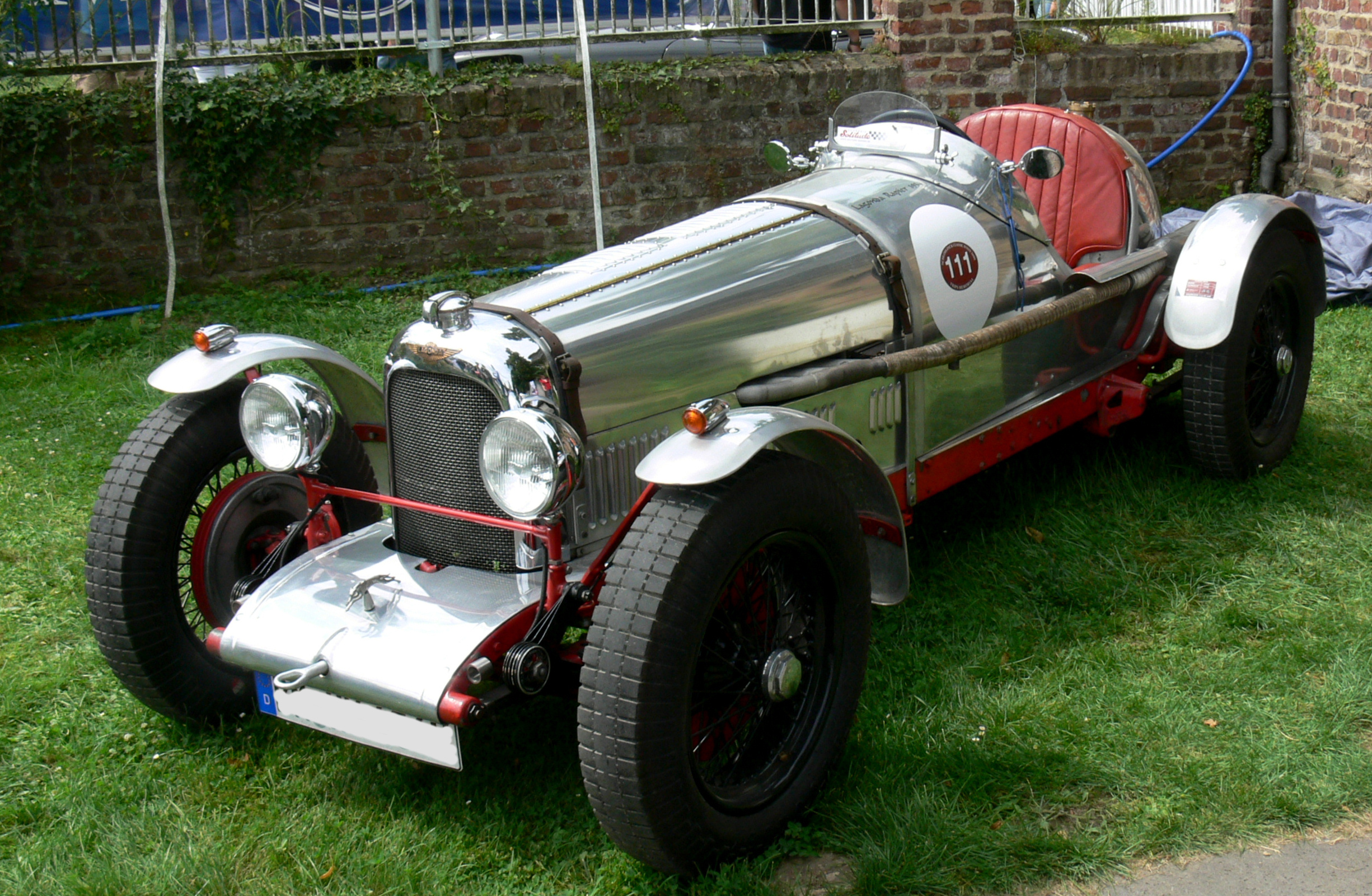
Lagonda rapier 1934

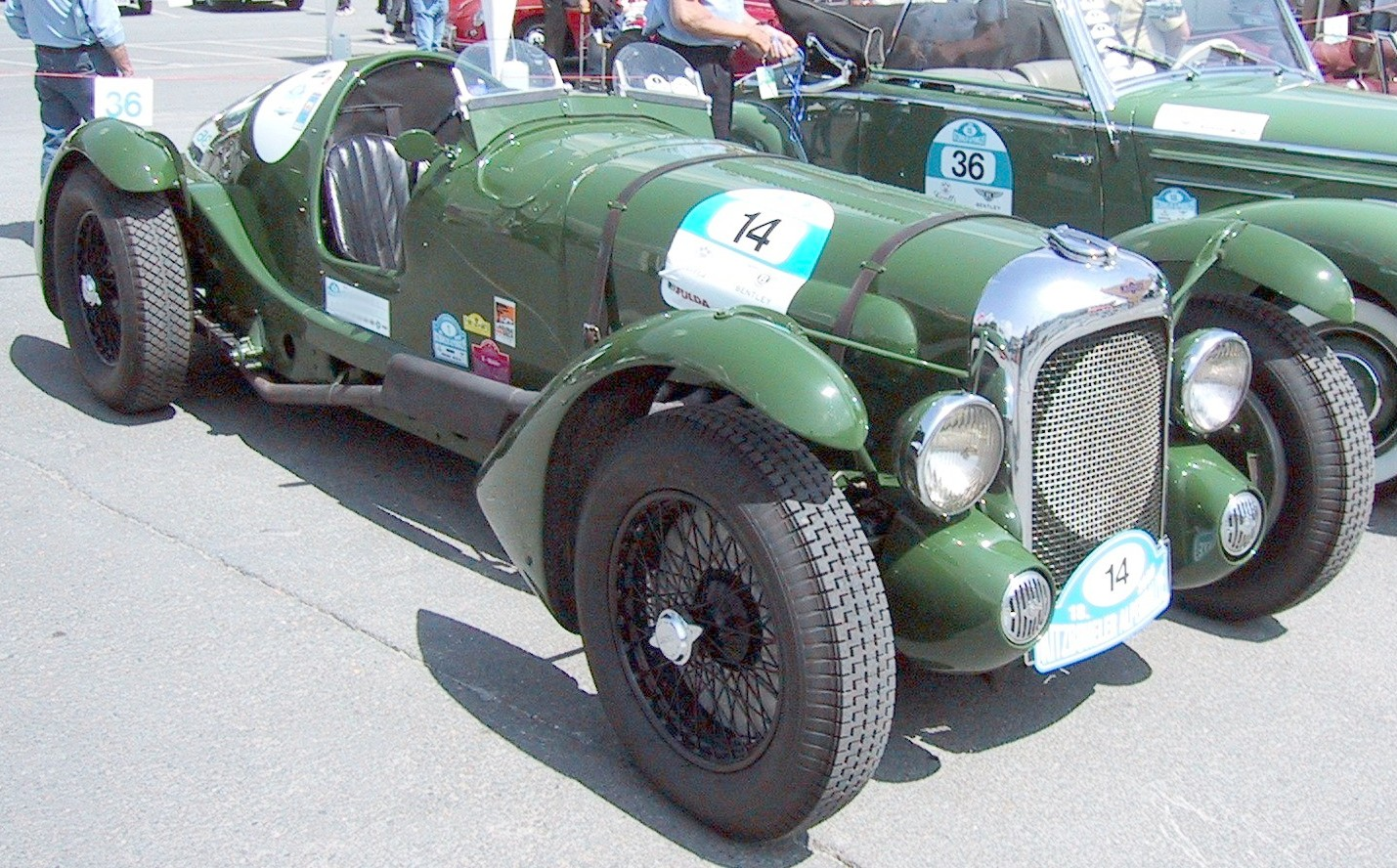
Lagonda V12 Le Mans

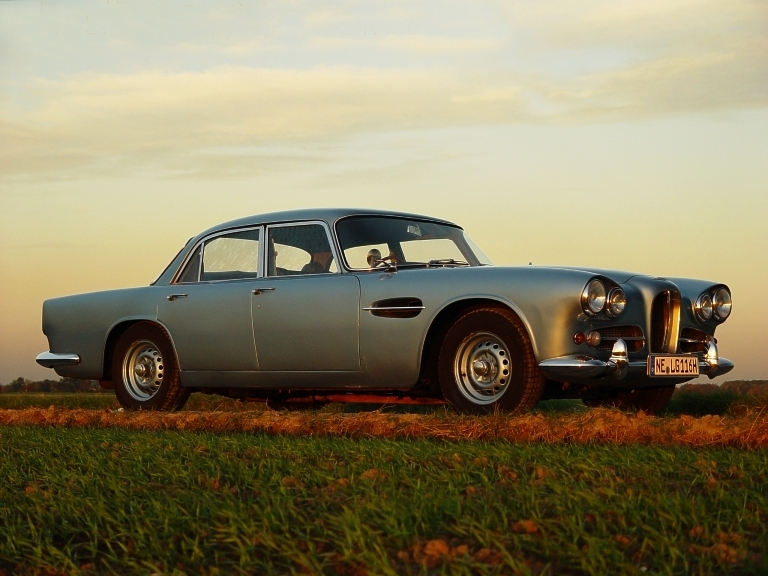
Lagonda Rapide 1964

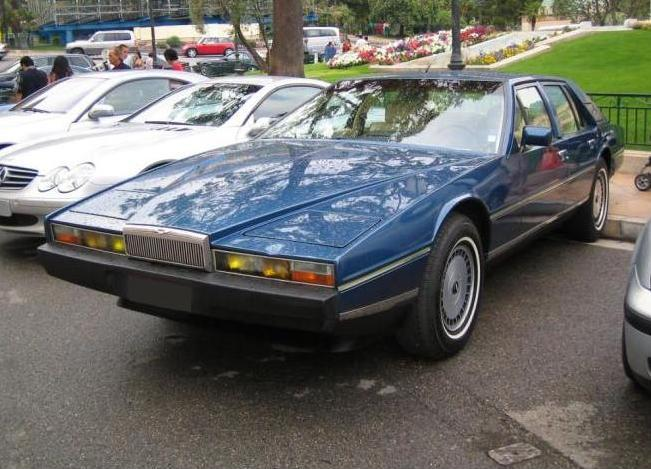
Aston Martin Lagonda 1976

Lagonda is een historisch auto en motorfietsmerk. Het bedrijf Lagonda Engineering Co. werd in 1906 opgericht door de Amerikaanse ondernemer Wilbur Gunn, in het Engelse Staines (Middlesex). Gunn bouwde eerst motorfietsen met De Dion-, MMC- en Minerva-motoren. Later de bekende Lagonda-driewielers en auto's. Met de 11.1 in 1913 bouwde Lagonda de eerste auto met een zelfdragende carrosserie. deze bouwwijze hielden ze tot 1926 aan.
Tijdens de Eerste Wereldoorlog produceerde het bedrijf artilleriehulzen.
In 1935 won de Lagonda 45MR de 24 uur van Le Mans. Het duo John Hindmarsh en Louis Fontes kwam als eerste over de finish en doorbrak daarmee de hegemonie van Alfa Romeo.
Tijdens de Tweede Wereldoorlog werd de Lagonda flamethrower geproduceerd. Dit was een gepantserde wagen met een vlammenweper.
Het bedrijf werd in 1947 verkocht aan David Brown, die het bij het eveneens door hem gekochte Aston Martin voegde. Tot 1965 werd Lagonda als aparte merknaam gebruikt. De laatste auto van dit merk was de Lagonda Rapide. Wel werd in 1976 de Aston Martin Lagonda op de markt gebracht. Dit was een vierdeurs sedan die het op dat moment noodlijdende bedrijf weer winstgevend maakte.
In 1993 werd de conceptauto Lagonda Vignale getoond op de Autosalon van Genève.

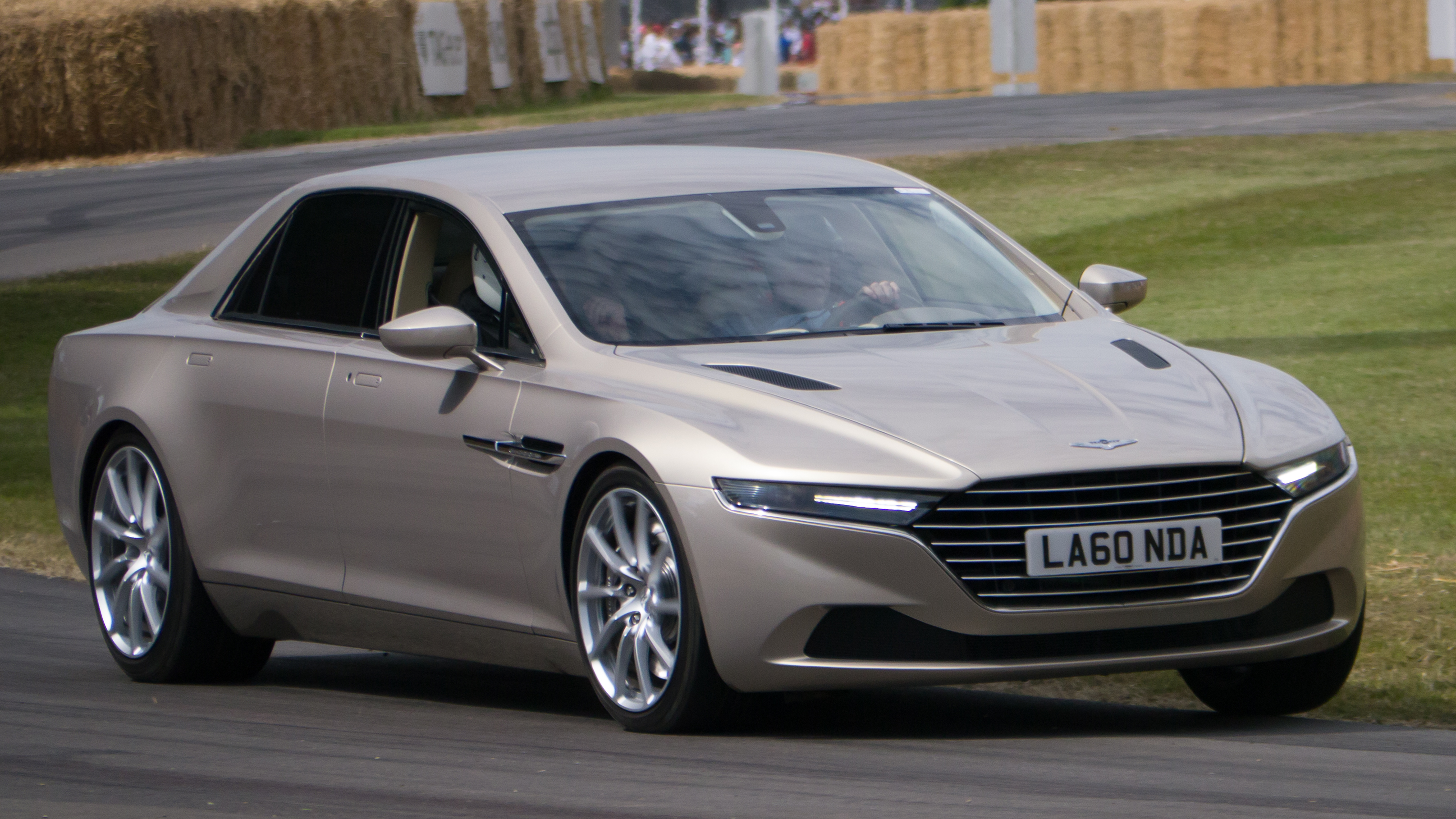
Lagonda Taraf

In 2008 maakte Aston Martin bekend dat het weer auto's zal gaan produceren van het merk Lagonda. In 2009 werd het ontwerp van een vierdeurs conceptauto getoond. In 2014 werd de Lagonda Taraf op de markt gebracht die oorspronkelijk een oplage zou krijgen van 200 stuks. Uiteindelijk werden er slechts 60 stuks gebouwd. Het prijskaartje bedroeg meer dan een miljoen dollar. De naam is de Arabische vertaling van 'uitermate luxe'. De wagen kwam dan ook aanvankelijk enkel op de markt in het Midden-Oosten.
In 2018 presenteerde Aston Martin de Lagonda Vision Concept op het Salon van Genève. De wagen moest aantonen welke richting van design Lagonda zou uitgaan.

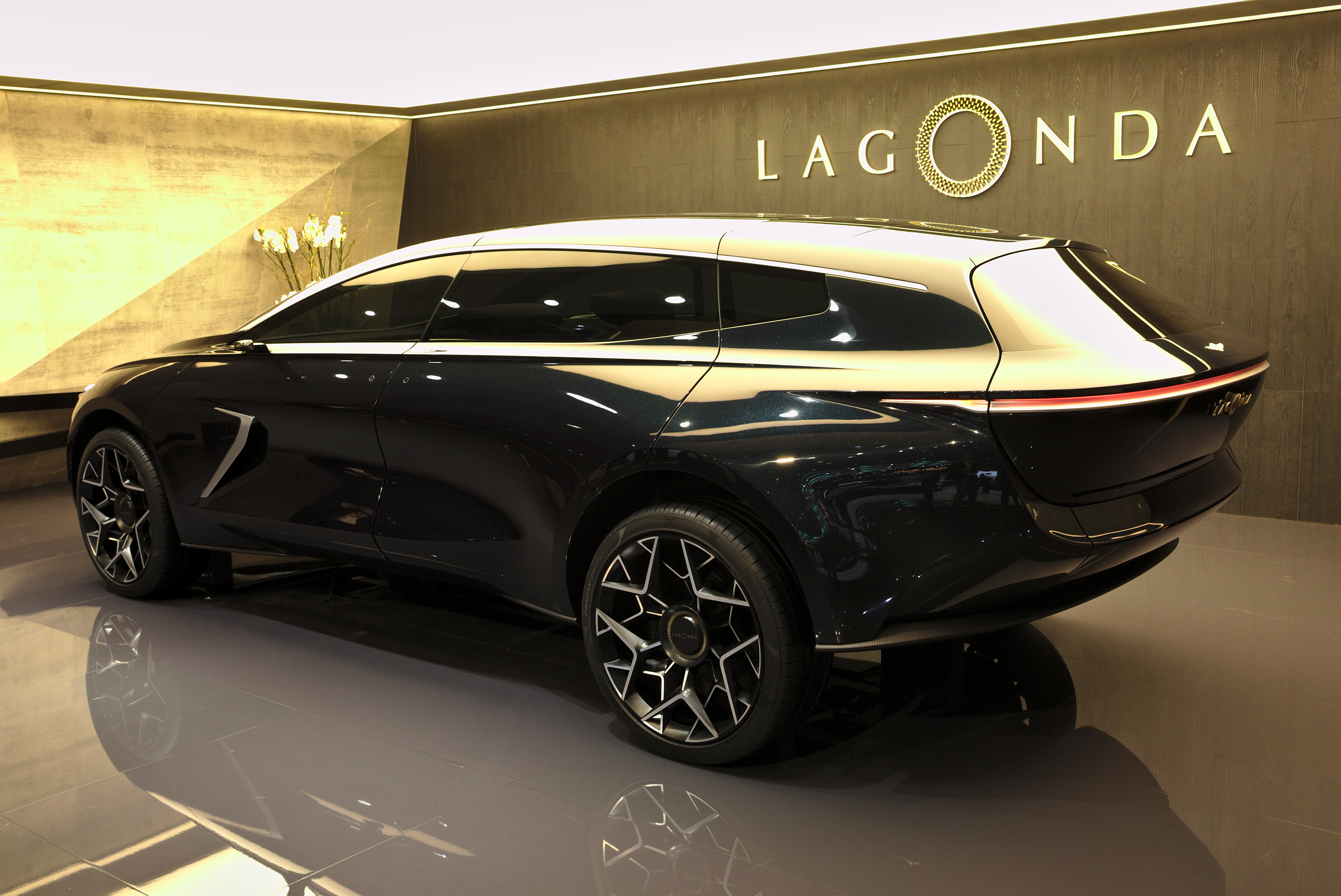
Lagonda All-Terrain Concept

In 2019 toonde Aston Martin op het salon van Genève de All-Terrain Concept, een luxe SUV. De wagen zal echter geen vervolg meer krijgen en dus niet in productie gaan.

## Modellen
- Lagonda 20 (1906-1913)
- Lagonda 30 (1911-1913)
- Lagonda 11 (1913-1921)
- Lagonda 11.9 (1920-1923)
- Lagonda 12 (1923-1926)
- Lagonda 12/24 (1923-1926)
- Lagonda 14/60 (1925-1933)
- Lagonda 2 liter (1925-1933)
- Lagonda 16/65 (1926-1930)
- Lagonda 3 liter (1928-1934)
- Lagonda 16/80 (1926-1930)
- Lagonda Rapier (1933-1938)
- Lagonda M45(R) (1926-1930)
- Lagonda 3,5 liter (1935-1935)
- Lagonda LG45(R) (1936-1937)
- Lagonda V12 (1938-1940)
- Lagonda 2.6 liter (1948-1953)
- Lagonda 3 liter (1953-1958)
- Lagonda Rapide (1961-1964)
- Aston Martin Lagonda (1976-1989)
- Lagonda Taraf (2014-heden)